# Gissarskaja Astronomitscheskaja Obserwatorija
Das Gissarskaja Astronomitscheskaja Obserwatorija (kyrillisch: Гиссарская астрономическая обсерватория) ist eine Sternwarte bei Hissor, 14 Kilometer südöstlich von Duschanbe, der Hauptstadt Tadschikistans.
Sie verfügt über ein Spiegelteleskop AZT-8 mit 700 mm Durchmesser, eine Weitfeldkamera, ähnlich einer Baker-Nunn-Kamera, mit 50 cm Öffnung und einem Spiegeldurchmesser von 1 Meter und eine Reihe kleinerer Teleskope. Weitere Teleskope befinden sich in zwei Außenstellen. Der Asteroid des inneren Hauptgürtels (2746) Hissao ist nach dem Observatorium benannt.

## Sanglok
Etwa 90 km von Duschanbe entfernt auf dem Berg Sanglok in 2300 Meter Höhe befinden sich ein Spiegelteleskop der Firma Carl Zeiss mit einem Durchmesser von 1 Meter und ein weiteres mit 60 cm Durchmesser. Die genaue Lage ist  38° 15′ 40,1″ N, 69° 13′ 3,2″ O.

## Murgab
Die Station „Murgab“ befindet sich im Pamir in 4350 Meter Höhe. Sie verfügt über ein Spiegelteleskop mit 70 cm Durchmesser.